# Oznice
Oznice (moravsky Oznica) je obec v okrese Vsetín Zlínského kraje, která leží jihozápadně od Valašského Meziříčí v údolí Hostýnských vrchů kolem potoka Oznička. Žije zde 506 obyvatel.

## Název
Na vesnici bylo přeneseno původní pojmenování jejích obyvatel Oznici odvozené od osobního jména Ozna (jehož základem bylo sloveso oznati sě – „seznámit se“). Význam místního jména byl „Oznovi lidé“. Po opuštění vesnice a jejím opětovném osídlení bylo jméno oživeno v jednotném čísle. Po obnovení se používalo i jméno Nová dědina (německy Neudorf).

## Historie
První písemná zmínka o obci pochází z roku 1376, kdy je uváděna jako součást biskupského arnoltovického léna. Na konci 16. století ves zpustla a znovu byla osídlena až v druhé polovině 17. století.

## Památky
- Dřevěná zvonice se dvěma zvony
- Kamenný kříž z roku 1906
- Pomník císaře Františka Josefa I.
- Pomník padlých partyzánů
- Kamenný pomník T. G. Masaryka
- Památník TGM u Lipky

## Galerie

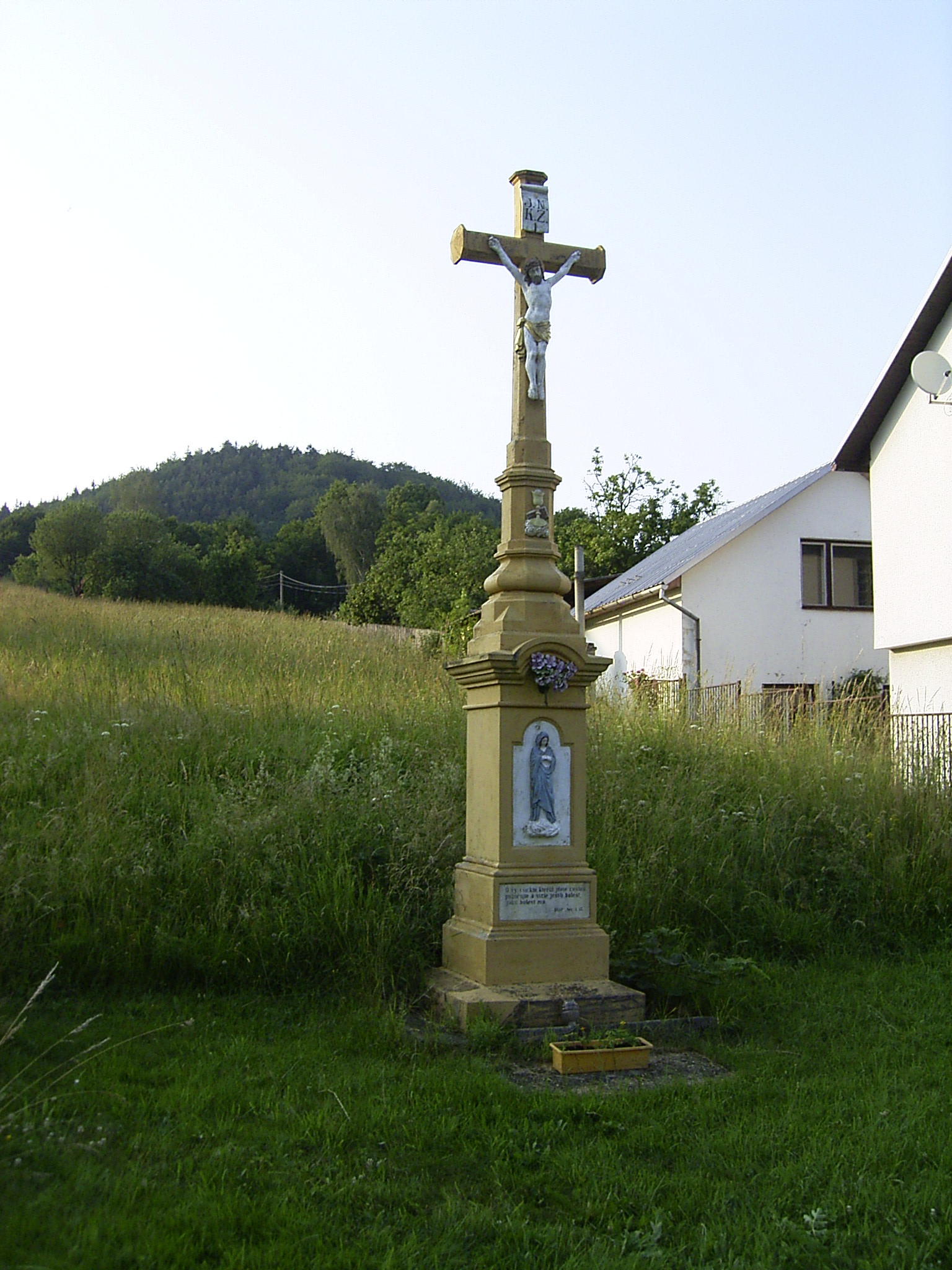
Kamenný kříž
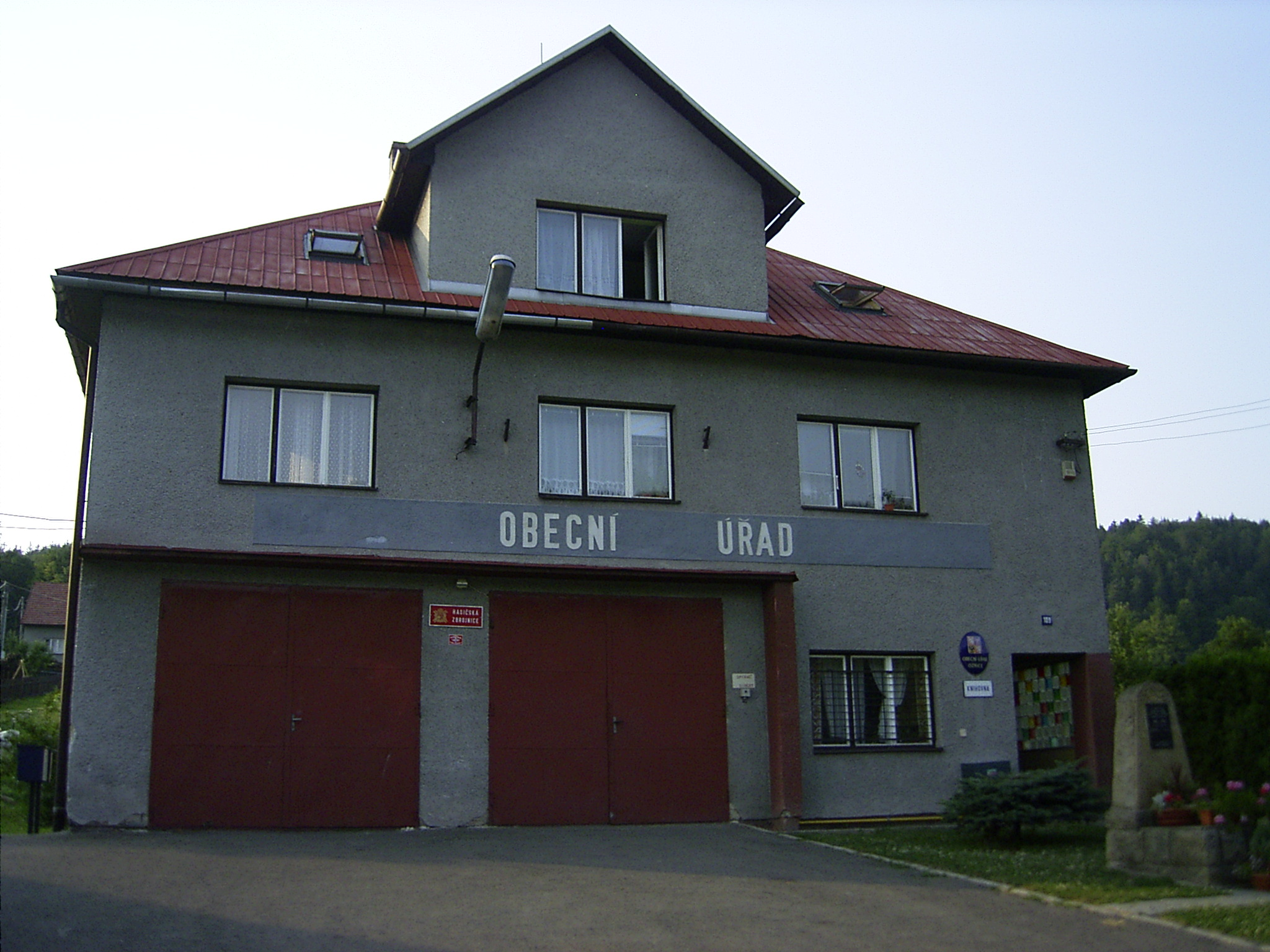
Obecní úřad
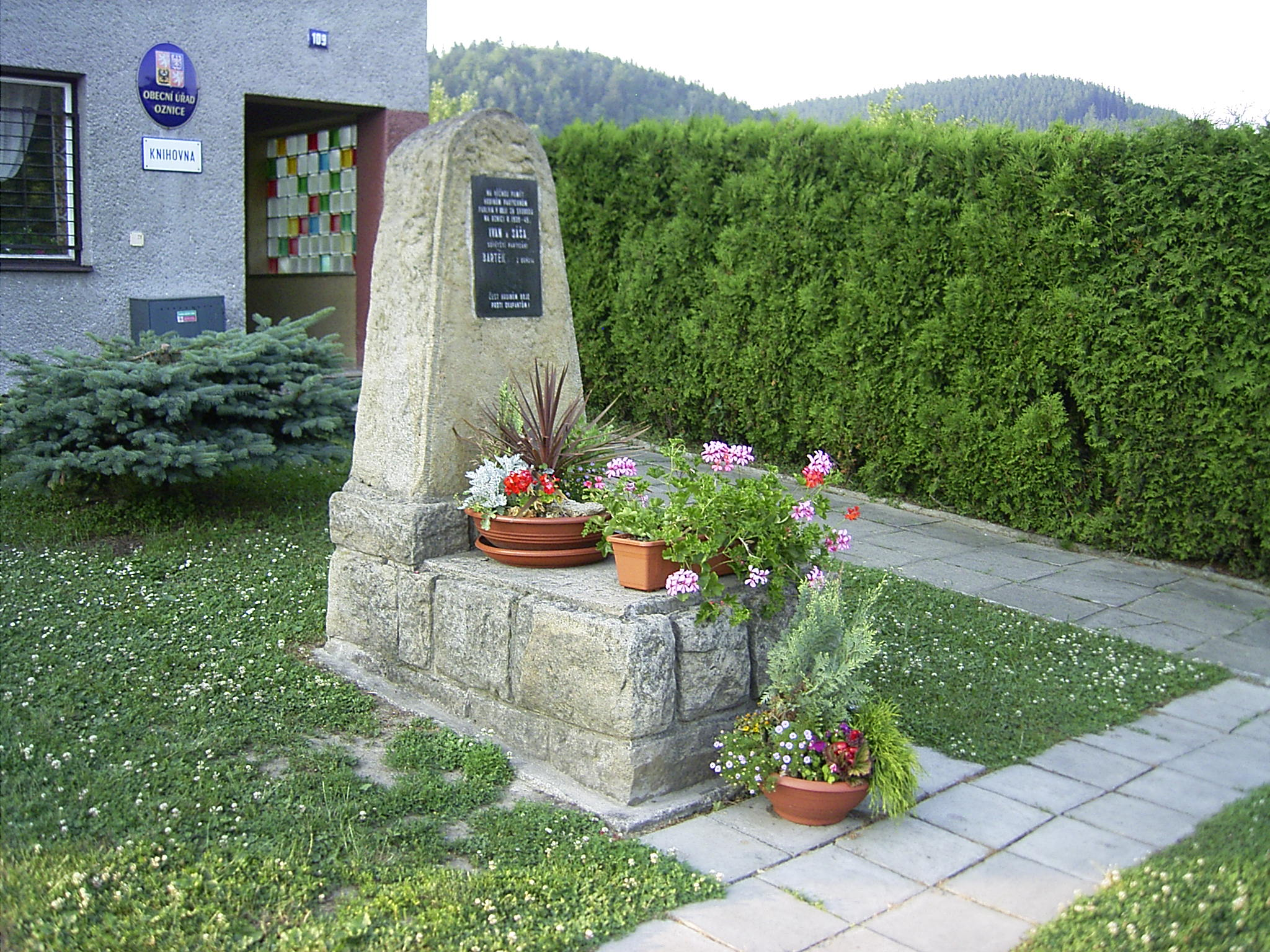
Pomník padlých partyzánů
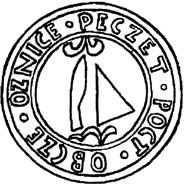
Pečeť obce Oznice